# Бернсвил (Северна Каролина)
Бернсвил (енгл. Burnsville) град је у америчкој савезној држави Северна Каролина.

## Демографија
По попису из 2010. године број становника је 1.693, што је 70 (4,3%) становника више него 2000. године.
| Група             | 2000.         | 2010.         |
| Белци             | 1.505 (92,7%) | 1.465 (86,5%) |
| Афроамериканци    | 31 (1,9%)     | 39 (2,3%)     |
| Азијати           | 7 (0,4%)      | 2 (0,1%)      |
| Хиспаноамериканци | 63 (3,9%)     | 176 (10,4%)   |
| Укупно            | 1.623         | 1.693         |